# Conflitos pós-soviéticos
Conflitos pós-soviéticos são uma série de conflitos armados que envolveram os países da antiga União Soviética nos anos após a sua separação. Alguns destes conflitos terminaram em um impasse ou sem um tratado de paz, e são referidos como conflitos congelados.

## Ásia Central
| Guerra                                           | Início | Fim  | Detalhe |
| ------------------------------------------------ | ------ | ---- | --- |
| Revoltas em Osh (1990)                           | 1990   | 1990 | Conflito étnico entre quirguizes e uzbeques. |
| Guerra Civil do Tadjiquistão                     | 1992   | 1997 | Começou quando grupos étnicos da regiões Garm e Gorno-Badaquexão, que foram sub-representados na elite dominante, se revoltaram contra o governo nacional do presidente Rahmon Nabiyev, em que pessoas de Leninabad e Kulyab dominavam essas regiões. A guerra terminou com a assinatura do "Acordo Geral sobre o Estabelecimento da Paz e Acordo Nacional do Tajiquistão" e o "Protocolo de Moscou". |
| Revoltas no sul do Quirguistão de 2010           | 2010   | 2010 | Confrontos entre grupos étnicos quirguizes e uzbeques no sul do Quirguistão, principalmente nas cidades de Osh e Jalal-Abad, no rescaldo da expulsão do ex-presidente Kurmanbek Bakiyev em 7 de abril. |
| Insurgência no Tajiquistão                       | 2010   | 2012 | Combates esporádicos no Tajiquistão entre forças rebeldes e governamentais. |
| Conflito entre Quirguistão e Tajiquistão em 2021 | 2021   | 2021 | Conflito causado pelas tensões entre os dois países pelo controle de água, com escaramuças na Fronteira Quirguistão-Tajiquistão. Resulta em um cessar fogo e Status quo ante bellum. |

## Norte do Cáucaso
| Guerra                               | Início | Fim  | Detalhe |
| ------------------------------------ | ------ | ---- | --- |
| Conflito na Ossétia do Norte de 1992 | 1992   | 1992 | Conflitos inter-étnicos na parte oriental do distrito de Prigorodny .                                                                                              |
| Primeira Guerra da Chechênia         | 1994   | 1996 | As tropas russas invadiram a Chechênia depois que esta declarou sua independência, mas se retiraram em 1996, levando a uma independência de facto da Chechênia .   |
| Guerra no Daguestão                  | 1999   | 1999 | A Brigada Internacional Islâmica, com base na Chechênia, invadiu a república russa vizinha do Daguestão em apoio do Shura do Daguestão.                            |
| Segunda Guerra da Chechênia          | 1999   | 2009 | Rússia restabelece o controle federal da Chechênia. |
| Guerra Civil na Inguchétia           | 2007   | 2015 | Insurgência separatista na Inguchétia. Termina com a derrota da insurgência.                                                                                       |
| Insurgência no Cáucaso Norte         | 2000   | 2017 | Insurgência separatista na Chechênia, Daguestão, Inguchétia e outras partes da região do Cáucaso do Norte. Termina em 2017 com a destruição do Emirado do Cáucaso. |

## Sul do Cáucaso
| Guerra                                                        | Início | Fim  | Detalhe |
| ------------------------------------------------------------- | ------ | ---- | --- |
| Guerra de Nagorno-Karabakh                                    | 1988   | 1994 | Separatismo armênio conduz à independência de facto da República de Nagorno-Karabakh, que se tornaria a República de Artsaque. |
| Guerra da Ossétia do Sul (1991-1992)                          | 1991   | 1992 | O conflito separatista leva à independência de facto da Ossétia do Sul. |
| Guerra Civil na Geórgia                                       | 1991   | 1993 | Conflitos inter-étnicos e intranacionais nas regiões da Ossétia do Sul e Abecásia. |
| Guerra na Abecásia (1992–1993)                                | 1992   | 1993 | Separatismo abecásio conduz à independência de facto da Abecásia da Geórgia. |
| Guerra na Abecásia de 1998                                    | 1998   | 1998 | Georgianos étnicos lançam uma insurgência contra o governo separatista da Abecásia. |
| Crise da Garganta de Pankisi                                  | 2002   | 2004 | Uma incursão de forças da Al-Qaeda em favor de rebeldes chechenos que lutam no norte do Cáucaso. Foram expulsos em 2004 por forças georgianas com apoio estadunidense e russo.                                                        |
| Crise na Adjara de 2004                                       | 2004   | 2004 | Uma revolta popular derrubou o governante autocrático Aslan Abashidze. A Adjara reafirmou a sua integração na Geórgia como uma república autônoma.                                                                                    |
| Guerra Russo-Georgiana                                        | 2008   | 2008 | Uma guerra entre a Geórgia, de um lado, e a Rússia, Ossétia do Sul e Abecásia, do outro lado, confirma a independência de facto da Abecásia e da Ossétia do Sul e conduz o seu reconhecimento pela Rússia, Nicarágua e outros países. |
| Confrontos no Alto Carabaque em 2016                          | 2016   | 2016 | Escaramuça na Linha de contato do Alto Carabaque. Cessar fogo e pequena mudança na linha de controle |
| Conflitos fronteiriços entre a Arménia e o Azerbaijão em 2020 | 2020   | 2020 | Status quo ante bellum. Tensões continuam causando uma guerra em Setembro do mesmo ano. |
| Segunda Guerra no Alto Carabaque                              | 2020   | 2020 | Vitória do Azerbaijão e áreas de Artsaque capturadas. Turquia e Rússia enviam "tropas de paz" para controlar as zonas de contato entre Azerbaijão e Armênia e Artsaque.                                                               |

## Novos Estados da Europa Oriental
| Guerra                                  | Início | Fim  | Detalhe |
| --------------------------------------- | ------ | ---- | --- |
| Guerra da Transnístria                  | 1992   | 1992 | Transnístria, que estava de facto independente da Moldávia, declarou sua independência em 1990, devido a maior parte de sua população de língua russa temer a união com Romênia. Um cessar-fogo entre as forças da Transnístria e as forças moldavas está em vigor desde 1992, reforçado pela presença de forças russas na Transnístria. |
| Euromaidan                              | 2013   | 2014 | Distúrbios civis alimentado pela percepção de corrupção generalizada no governo, abuso de poder e violação dos direitos humanos na Ucrânia. |
| Revolução Ucraniana de 2014             | 2014   | 2014 | Derrubada do governo ucraniano pelo Euromaidan |
| Protestos pró-russos na Ucrânia em 2014 | 2014   | —    | Protestos violentos da população russa no leste da Ucrânia, incluindo separatismo. |
| Crise da Crimeia de 2014                | 2014   | 2014 | Anexação da Crimeia pela Federação Russa |
| Guerra em Donbass                       | 2014   | —    | Separatismo nos oblasts de Donetsk e Luhansk. |
| Invasão da Ucrânia pela Rússia          | 2022   | —    | Rússia invade Ucrânia após anos de tensão. Em andamento |

## Outros
| Guerra                             | Início | Fim  | Detalhe |
| ---------------------------------- | ------ | ---- | --- |
| Crise constitucional russa de 1993 | 1993   | 1993 | Impasse político entre o presidente russo e o parlamento russo que foi resolvido pelo uso da força militar. |